# Flugunfall einer Douglas DC-3 bei Gaggenau
Der Flugunfall einer C-47 bei Gaggenau ereignete sich am 1. November 1945 bei Gaggenau-Michelbach nahe der Grenze zum Bad Herrenalber Ortsteil Bernbach, als ein Flugzeug vom Typ C-47 der USAF mit dem Berghang des Bernsteins im Nordschwarzwald kollidierte. Dabei starben 26 der 30 Insassen, nach anderen Angaben 27.

## Über das Flugzeug
Die Maschine mit der Werknummer 12909 und der Kennzeichnung 42-93041 wurde 1944 gebaut. Sie war mit zwei Pratt & Whitney R-1830-92-Triebwerken ausgestattet und wurde von der United States Army Air Forces erworben. Es handelte sich bei der Maschine um eine Douglas C-47A-20-DK (DC-3).

## Flugverlauf
Das Flugzeug startete mit 30 Personen an Bord von der Bovingdon RAF Station, Großbritannien, auf dem Weg zum Schleissheim Army Airfield in Deutschland. Die Soldaten an Bord waren auf dem Rückflug vom Urlaub in London. Die C-47 flog nach Überqueren der englischen Küste oberhalb einer geschlossenen Wolkendecke nach Instrumenten. Nach Ablauf der berechneten Flugzeit leitete der Pilot den Landeanflug ein. Die Besatzung teilte den Passagieren mit, dass es noch 30 Minuten bis zur Landung in Schleißheim wären. Bedingt durch starken Gegenwind, der in der vor dem Abflug durchgeführten Wetterberatung nicht enthalten war, befand sich die C-47 nicht wie erwartet in der Nähe von Augsburg, sondern erst im Raum Karlsruhe. Die C-47 flog einige Zeit einem Fluss entlang, schließlich leitete der Pilot eine Linkskurve und einen Steigflug ein. Erneut in den Wolken kollidierte die C-47 gegen 16:30 Uhr 70 Meter unterhalb des Bernsteinfelsens zunächst mit Bäumen und anschließend mit dem Berghang. Beim Aufprall zerbrach das Flugzeug und fing Feuer. Lediglich vier Menschen konnten sich aus der Maschine retten; die anderen 26 starben beim Aufprall. Zwei verletzte Insassen gingen nach dem Absturz bergab nach Sulzbach, ein dritter ging über den Berg Richtung Bernbach und konnte Helfer alarmieren, die vier Stunden nach dem Aufprall eine schwerstverletzte Person bargen.

## Ursache
Als Ursache wird ein CFIT durch schlechtes Wetter gesehen sowie die mangelnde Erfahrung der jungen Besatzung, die möglicherweise desorientiert war. Anhand der im Wrack vorgefundenen Stellhebel wurde der Steigflug mit Reiseleistung der Motore durchgeführt. Es bleibt unklar, ob die Besatzung den Fluss korrekt als Rhein identifiziert hatte oder der Meinung war, es wäre der Lech.

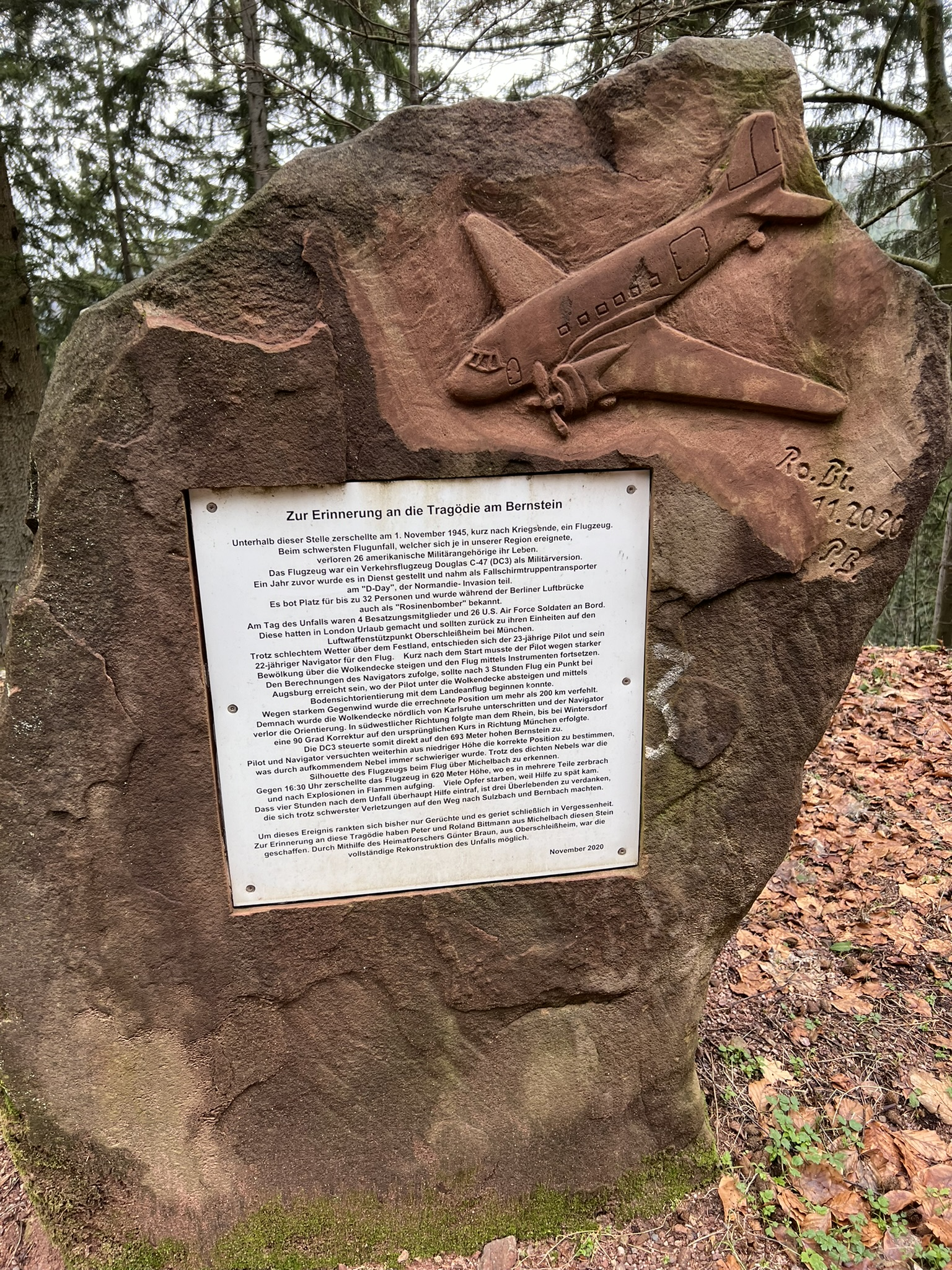
Gedenkstein zur Erinnerung an den Flugunfall unterhalb des Bernsteinfelsens 1945

## Belege
1. ↑  Flugzeugabsturz in Gaggenau 1945: Michelbacher lüftet das Geheimnis. In: Badische Neueste Nachrichten. 31. Oktober 2021, abgerufen am 2. Februar 2022.
2. 1 2 3  Schwarzwälder Bote: Unglück in Bad Herrenalb: Militärmaschine zerschellt am Berghang. Abgerufen am 27. Januar 2022.
3. 1 2 3  Harro Ranter: Flugunfall 01 NOV 1945 einer Douglas C-47A-20-DK (DC-3) 42-93041 – Herrenalb. Abgerufen am 27. Januar 2022.
4. ↑  Fast vergessen: Hobby-Historiker erinnern an Flugzeugabsturz einer DC3 in Gaggenau. In: SWR. 4. November 2021, abgerufen am 2. Februar 2022.
5. 1 2  Gedenktafel erinnert an eine Tragödie. In: Badisches Tagblatt, Der Murgtäler, 29. Oktober 2021.

Koordinaten: 48° 48′ 45″ N, 8° 23′ 47″ O